# OFK Mladost Donja Gorica
El OFK Mladost Donja Gorica es un equipo de fútbol de Montenegro que juega en la Primera División de Montenegro, la primera categoría nacional.

## Historia
Fue fundado en el año 2019 en el vecindario de Donja Gorica en la capital Podgorica originalmente como un club afiliado al FK Podgorica, el cual le cedía sus jugadores jóvenes al club. En su primera temporada ganó su copa regional y logró clasificar a la Copa de Montenegro, además de ser parte de la Tercera División de Montenegro. Fue campeón de su zona en su primera temporada pero no logró el ascenso.
En la temporada 2020/21 vuelve a ser campeón de su zona con la diferencia de que esta vez logra el ascenso a la Segunda División de Montenegro. Dos temporadas más tarde es campeón de la segunda categoría y logra el ascenso a la Primera División de Montenegro por primera vez.

## Palmarés
- Segunda División de Montenegro (2): 2022/23, 2024/25
- Montenegrin Third League - Center (2): 2019–20, 2020–21
- Central Region Cup (1): 2019–20